# Statens Järnvägars arkitektkontor

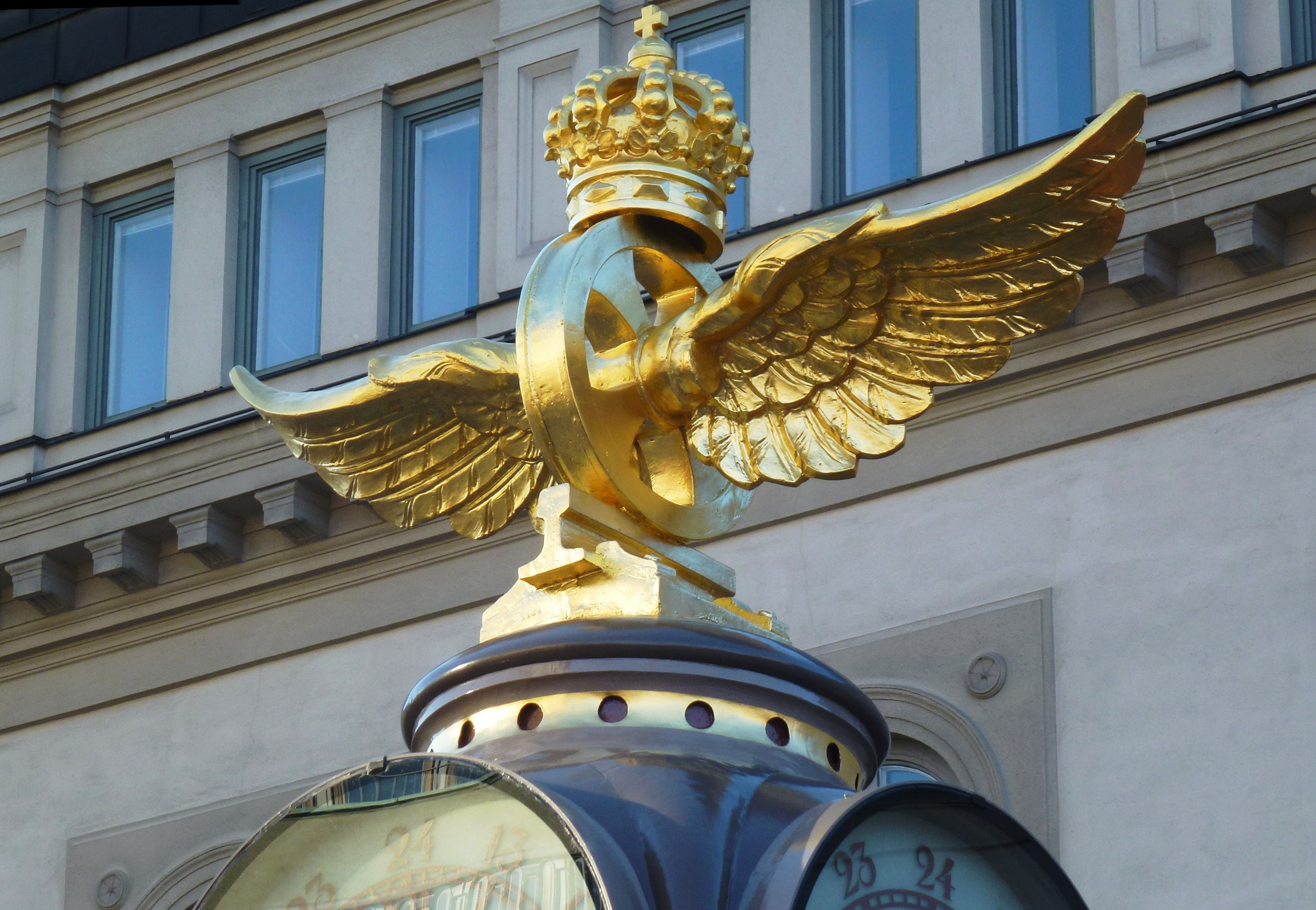
Statens järnvägars bevingade hjul på klockan vid centralen i Stockholm.

Statens Järnvägars arkitektkontor, bildat 1855, nedlagt 1986, var Statens Järnvägars eget arkitektkontor för anläggningarna längs de statliga banorna. Det stod bakom 1000-tals järnvägsbyggnader i landet och leddes under åren av de på varandra efterföljande chefsarkitekterna Adolf W. Edelsvärd, Folke Zettervall, Birger Jonson och Karl-Axel Bladh.

## 1855–1895, Adolf W. Edelsvärd
Nils Ericson hade 1854 fått uppdraget av Riksdagen att ansvara för utbyggnaden av de statliga stambanorna, och anförtrodde posten som chefsarkitekt åt den unge Göteborgsarkitekten Adolf W. Edelsvärd. Under den hastiga utbyggnaden av järnvägen under Edelsvärds 40 år uppfördes drygt 5 700 järnvägsbyggnader i landet. Genom framtagandet av moduler och typritningar som sedan varierades klarade man uppgiften på arkitektkontorets få anställda – se vidare Boxholms-, Byske-, Gnesta-, Hällnäs-, Partilleds- och Sparreholmsmodellen.
Som mest arbetade fyra personer inklusive ritare på kontoret, bland annat arkitektbröderna Axel och Hjalmar Kumlien. Av de 297 stationshus som byggdes under Edelsvärds tid, så var endast 87 unika och de övriga byggda efter någon av de 41 modeller som utarbetats, med små avvikelser från dessa modellers utformning. Kontoret låg de första fem åren i Göteborg, men flyttade 1872 in i den nybyggda Stockholms Centralstation.

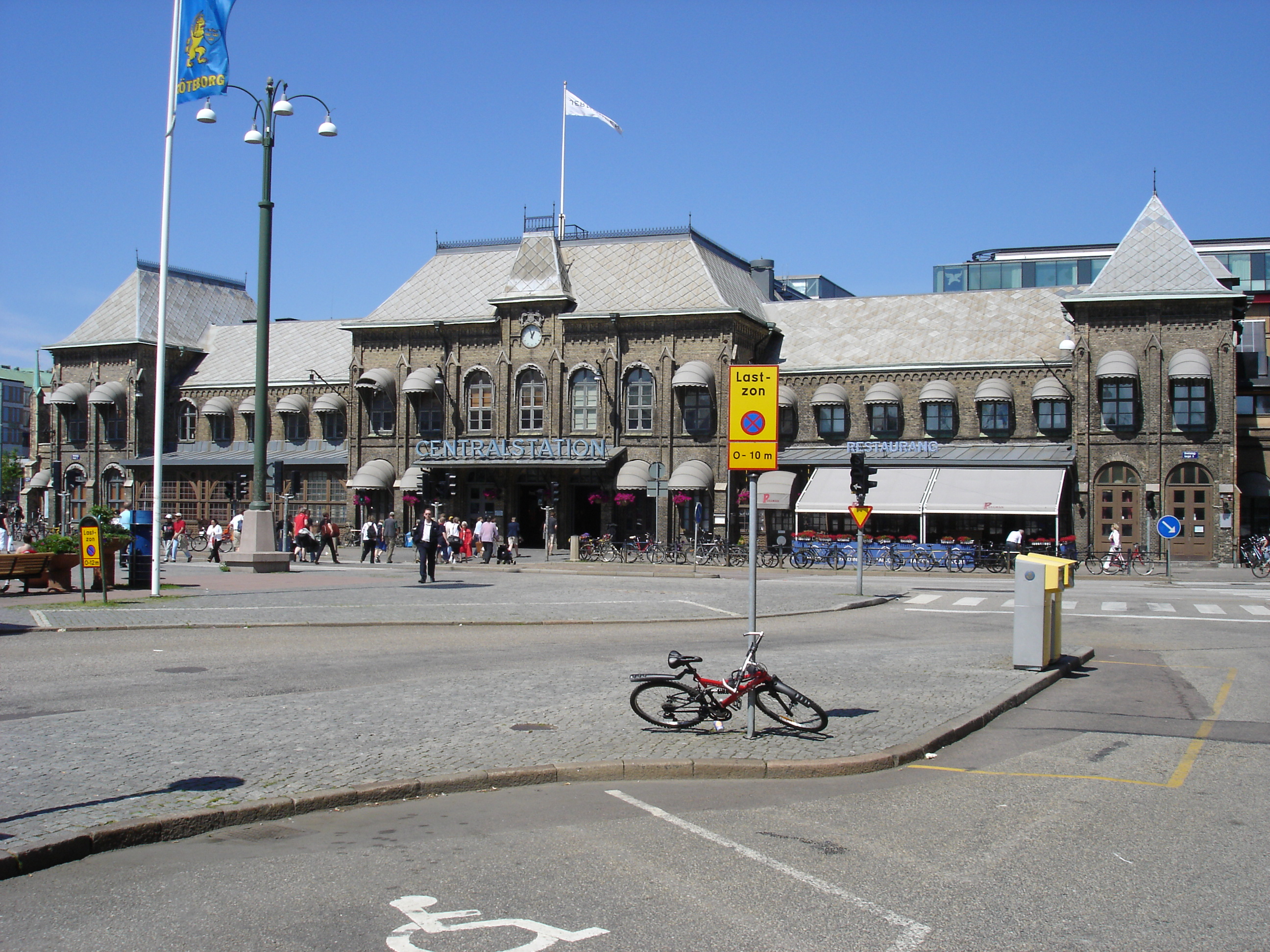
Göteborgs centralstation, 1856.
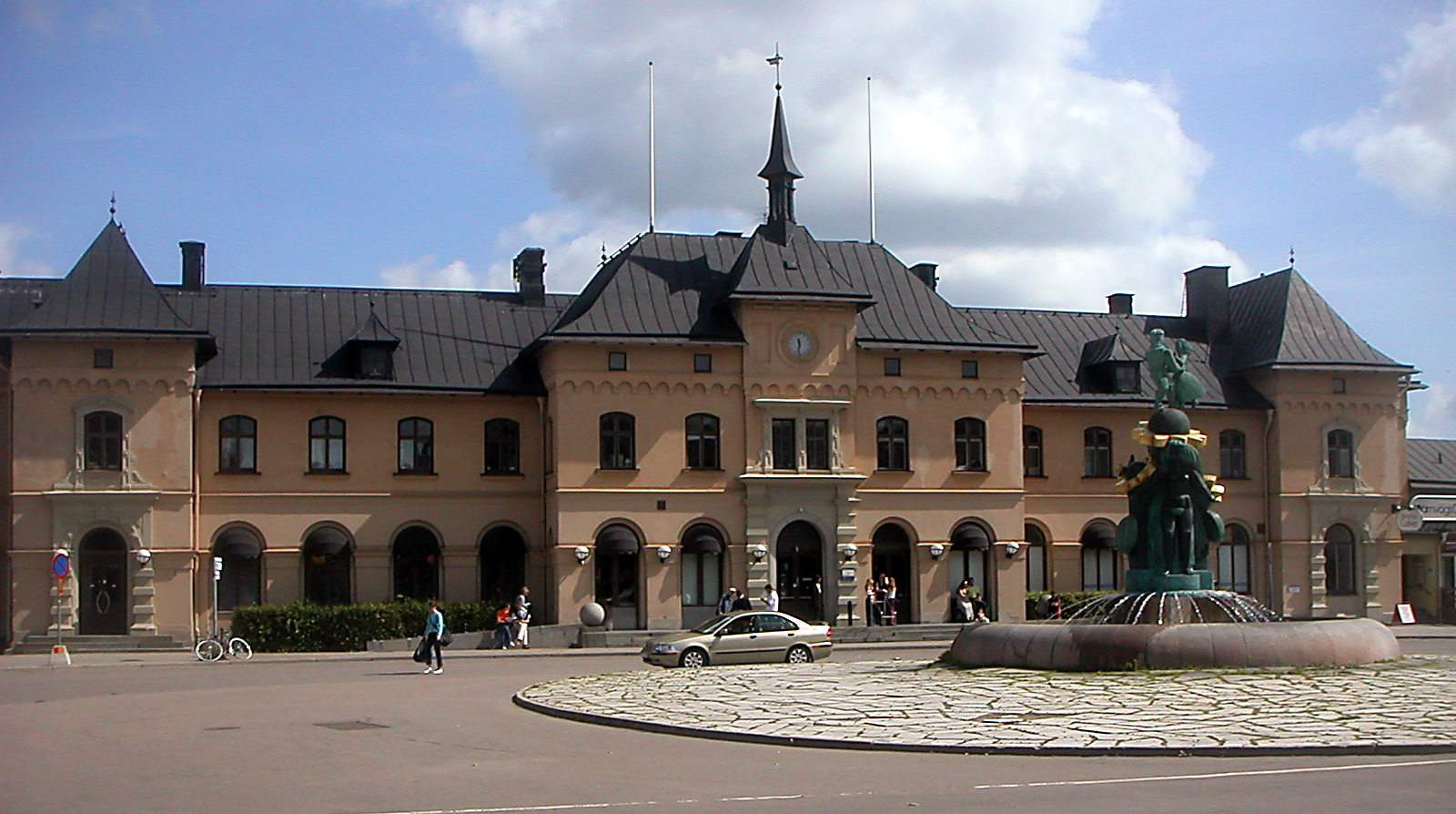
Uppsala centralstation, 1866.
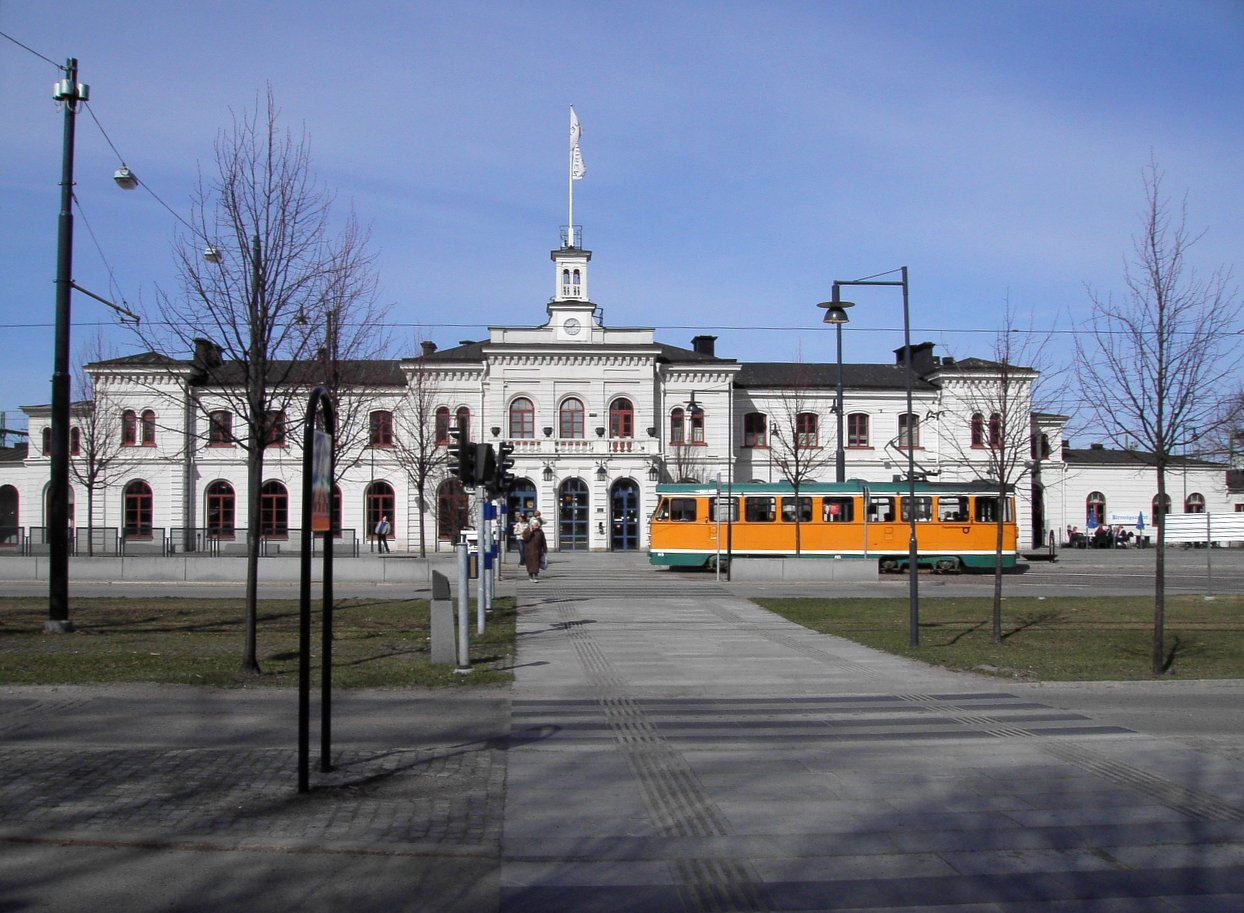
Norrköpings centralstation, 1866.
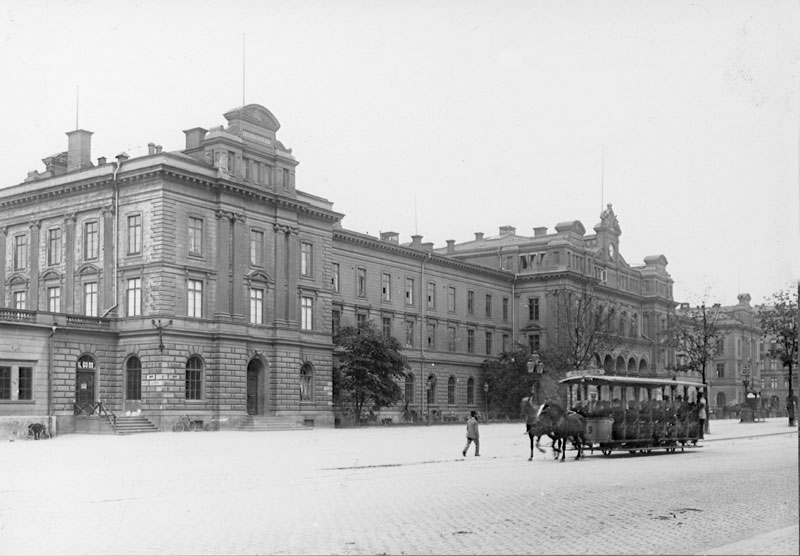
Stockholms centralstation, 1871.

## 1895–1931, Folke Zettervall
Folke Zettervall hade knutits till arkitektbyrån 1890 och 1895 efterträdde han Edelsvärd som dess chef. Zettervall verkade i tidens mest aktuella strömmar inom arkitekturen. Stationshusen i jugend- och nationalromantisk stil karaktäriseras av en stark materialverkan. Utöver runt 260 nya stationshus kom arbetet också i mångt och mycket att innefatta moderniseringar och ombyggnationer av tidigare anläggningar samtidigt som järnvägens elektrifiering krävde nya byggnader. Kontoret som var inrymt högst upp i Stockholms Central bestod av fem medarbetare varav två var ritare.

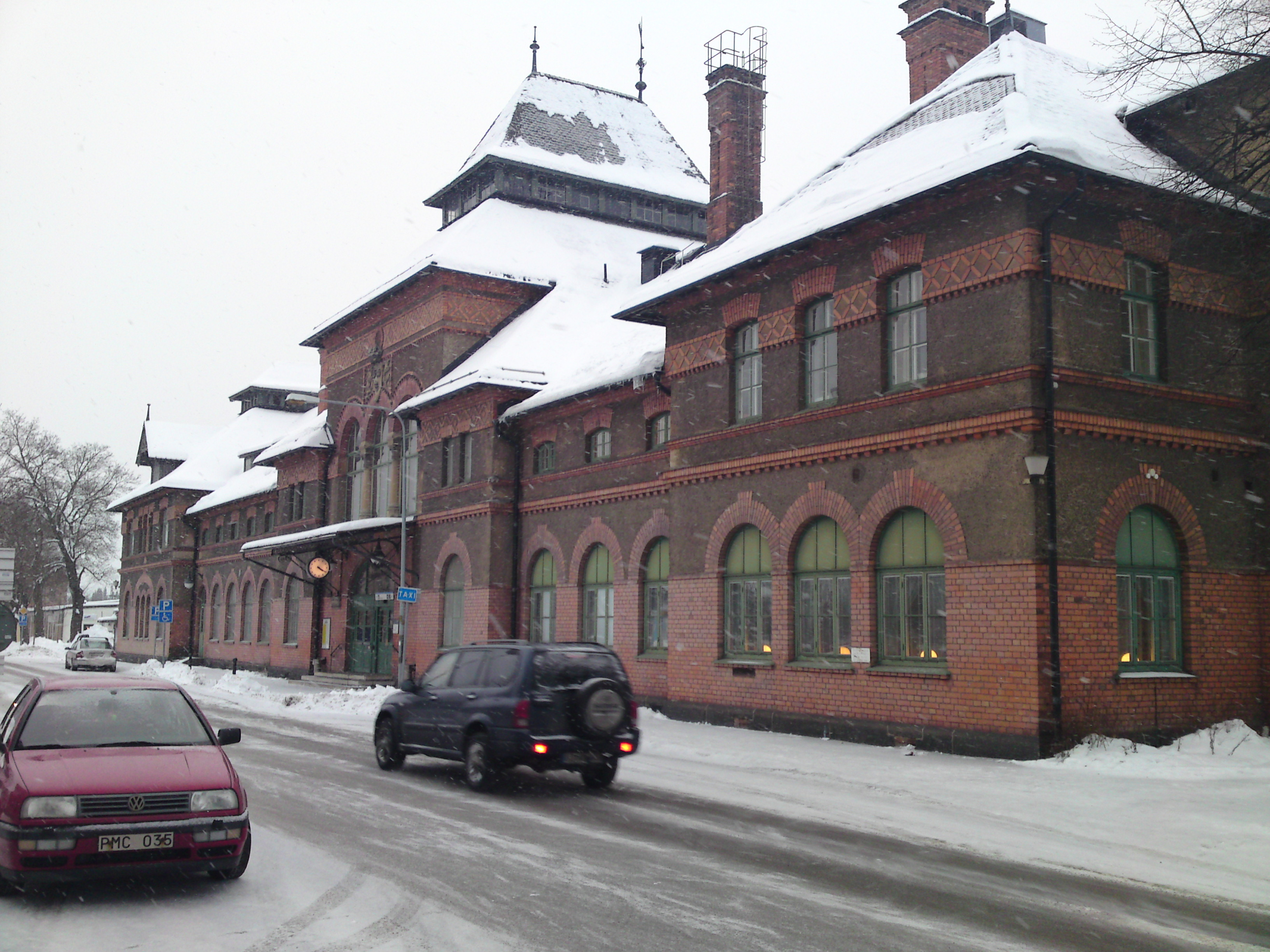
Krylbo station, 1900.
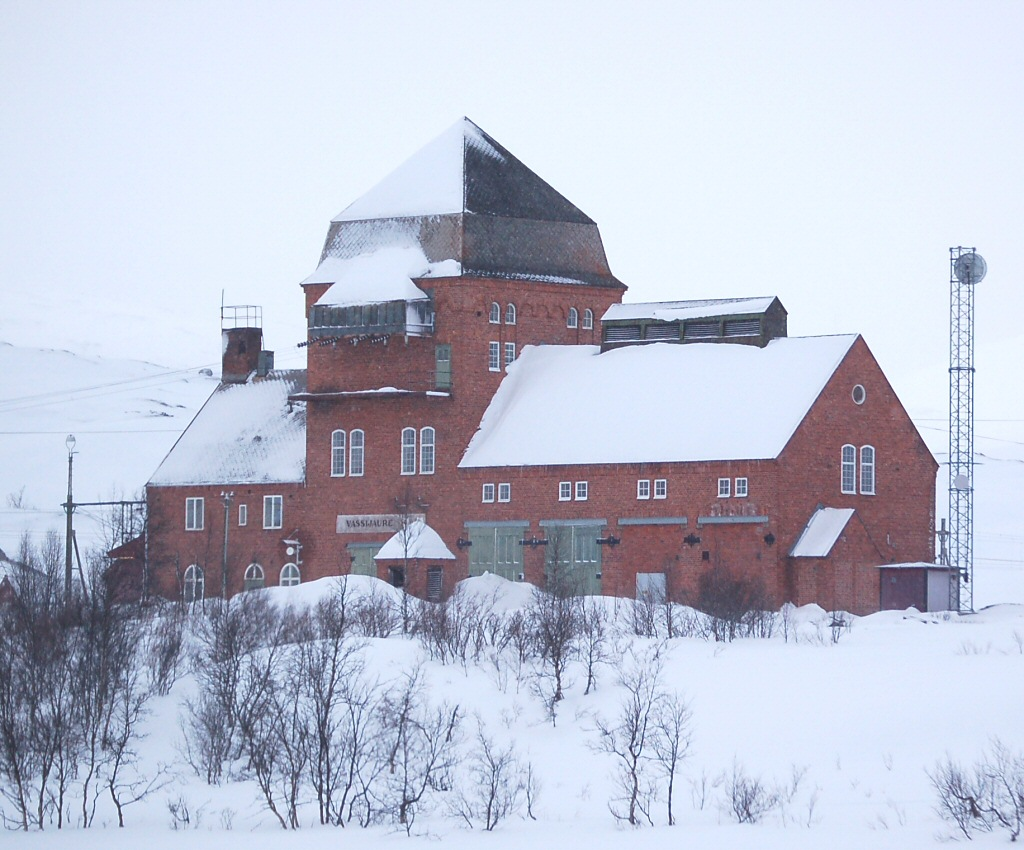
Vassijaure station (med transformatorstation i tornet), 1911.
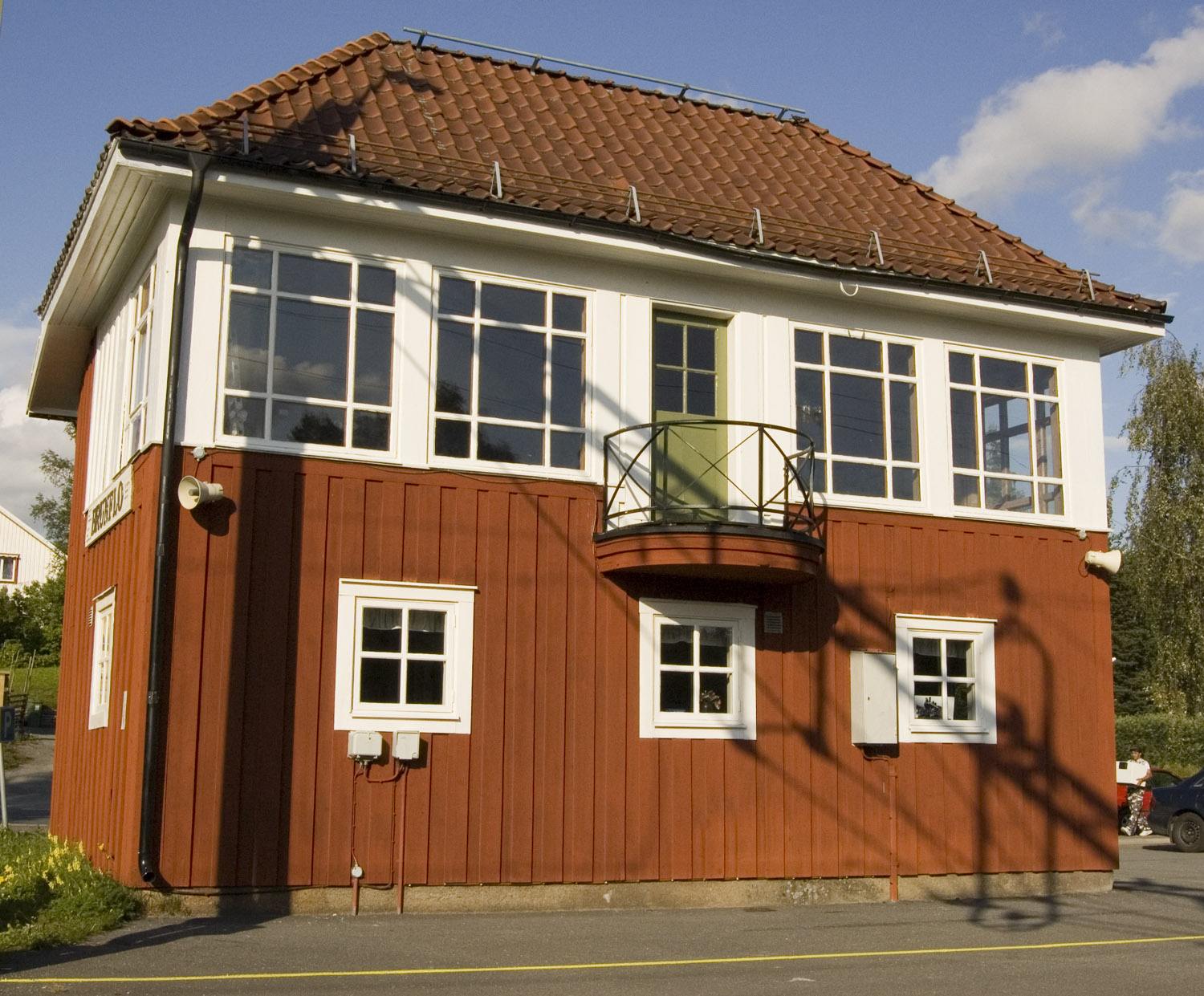
Ställverk vid Brunflo station, 1916.
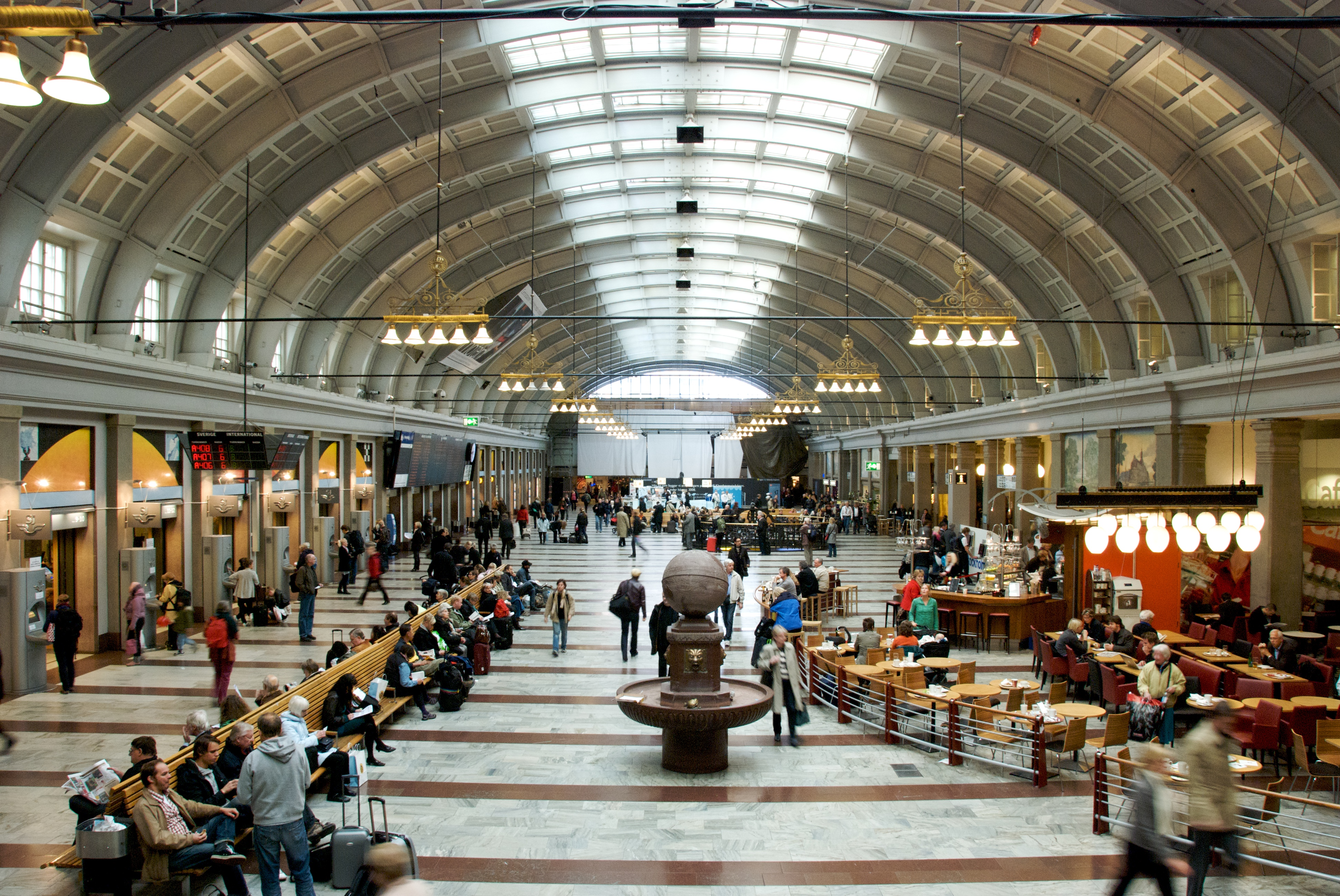
Ombyggnad och Centralhall, Stockholms Central, 1927.

## 1931–1955, Birger Jonson
Birger Jonson kom att bli företrädare för de nya radikala arkitekturidéer som presenterats på Stockholmsutställningen 1930 under benämningarna funktionalism och modernism. Under perioden förstatligades merparten av de enskilda järnvägarna och i samband med det skedde många rivningar och ombyggnader. Under beredskapstidens brist på byggmaterial utformades stationshusen ofta som enkla envåningshus i tegel eller trä. Effektivisering och förbilligande var ledorden för den från andra transportsätt allt mer konkurrensutsatta järnvägen. 75 nya stationshus tillkom under Jonsons tid, oftast som ersättning för något som rivits.

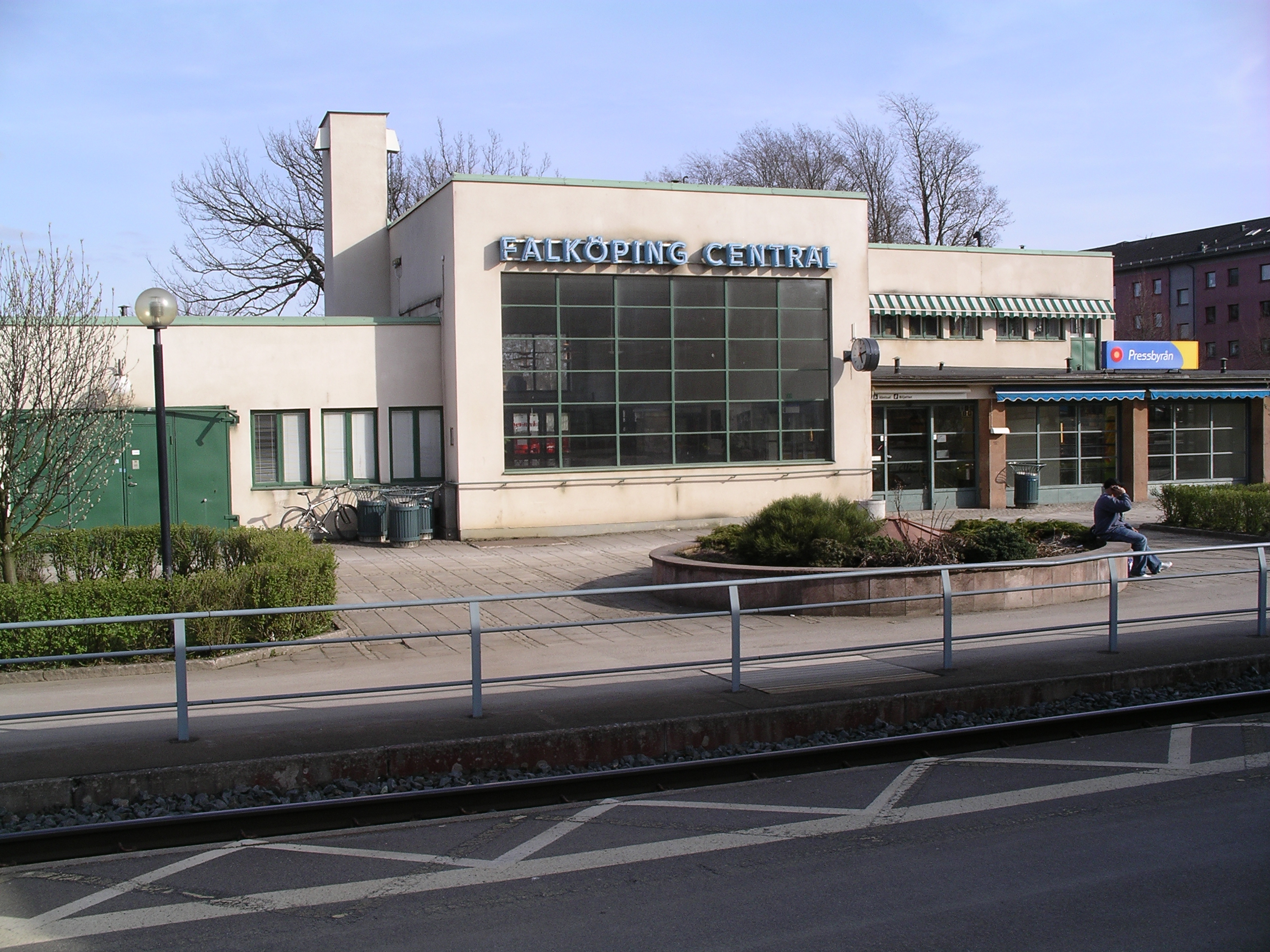
Falköpings centralstation, 1934–35.
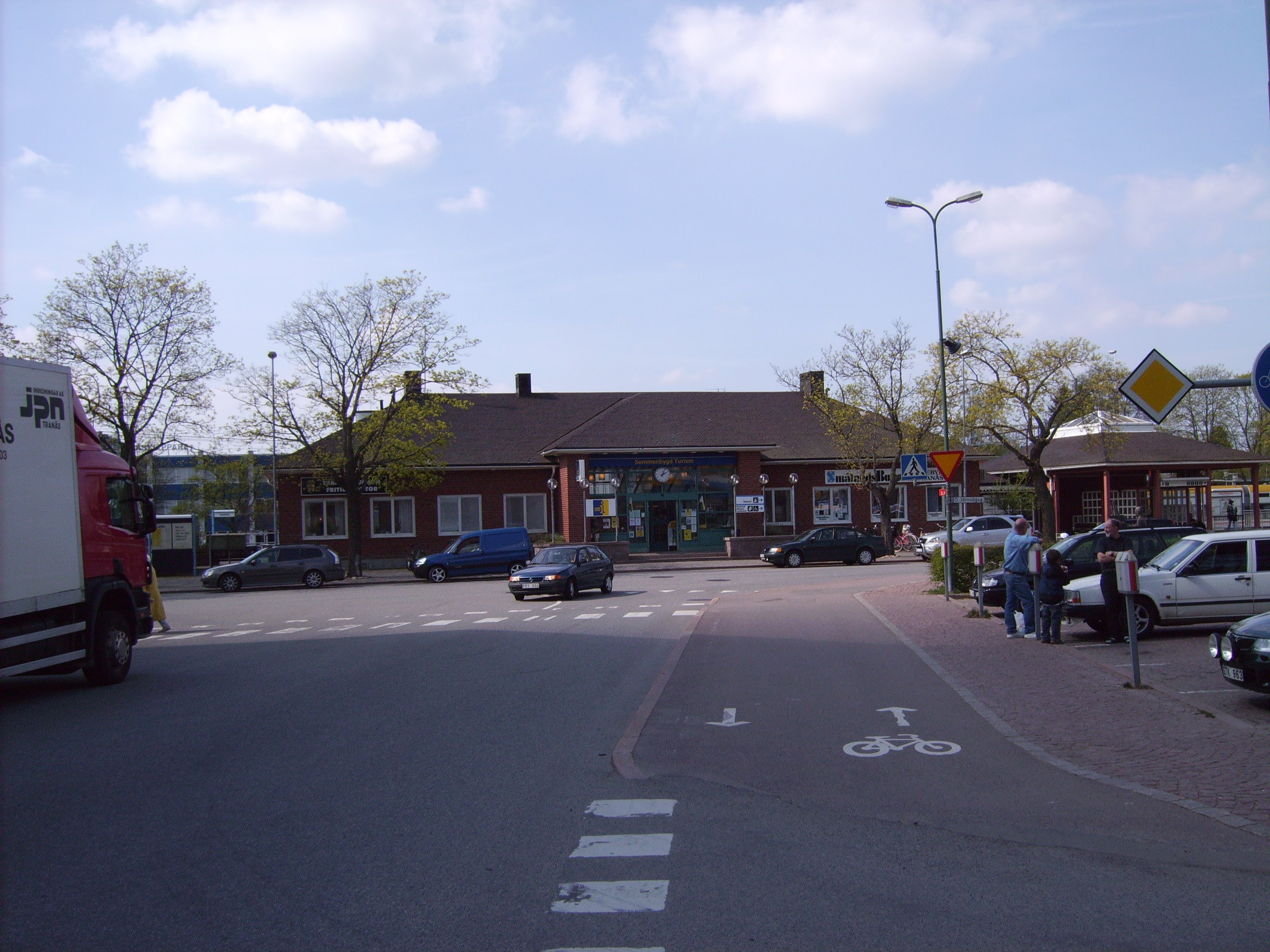
Tranås station, 1935.
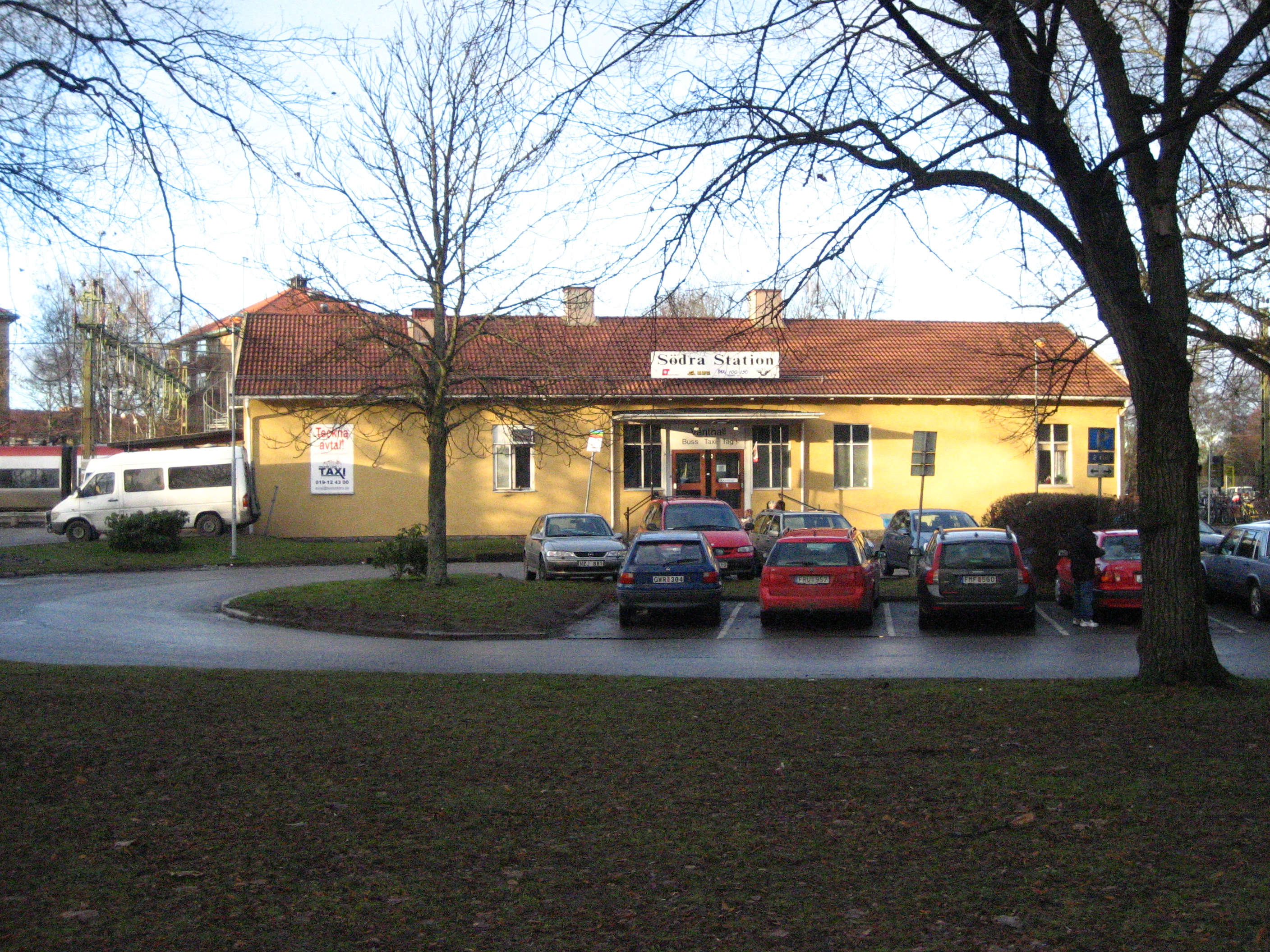
Södra station, Örebro, ombyggnad 1942.
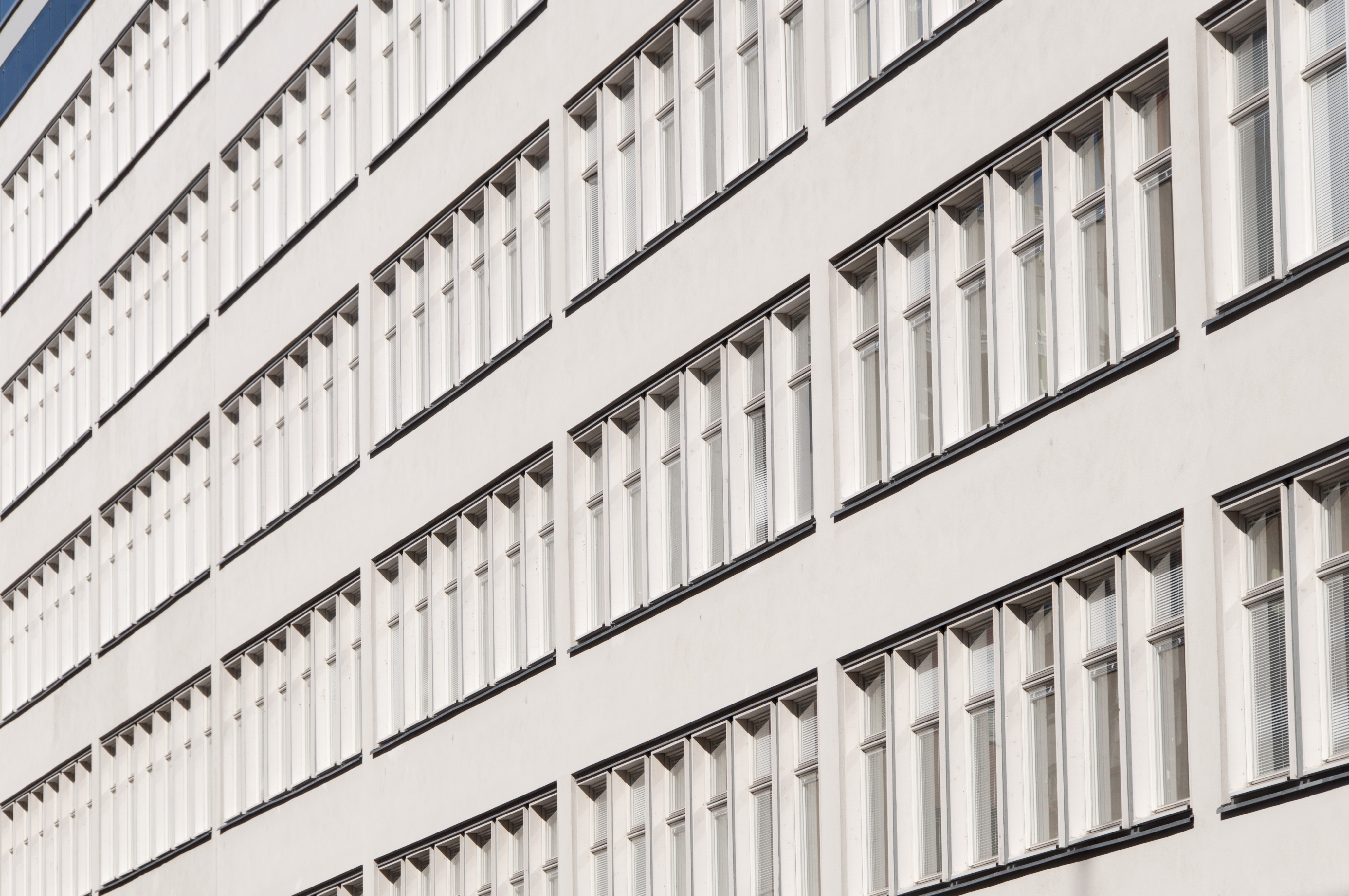
Kontorsbyggnaden Blekholmen 3, Stockholm, 1945–46.

## 1956–1986, Karl-Axel Bladh
Karl-Axel Bladh tillträdde chefstjänsten 1956. Detta år bestod SJ:s husbyggnadsbestånd av 16 500 byggnader, varav cirka 10 000 vid järnvägsstationerna. Återstoden utgjordes av 5 000 bostadshus, med 12 000 lägenheter, 1 000 lokstallar och liknande, samt 500 nytillkomna byggnader för lastbilstrafiken. Behovet av moderniseringar och ombyggnader var ständigt närvarande medan ytterst få nya stationshus tillkom. 1986 avvecklades det centraliserade arkitektkontoret.
Idag drivs ny- och ombyggnationer ofta som stora projekt med många inblandade intressenter och investerare där Trafikverket och Jernhusen (ett statligt bolag som bildades ur SJ:s fastighetsdivision 2001) samverkar med kommuner, landsting, länstrafik och privata aktörer.

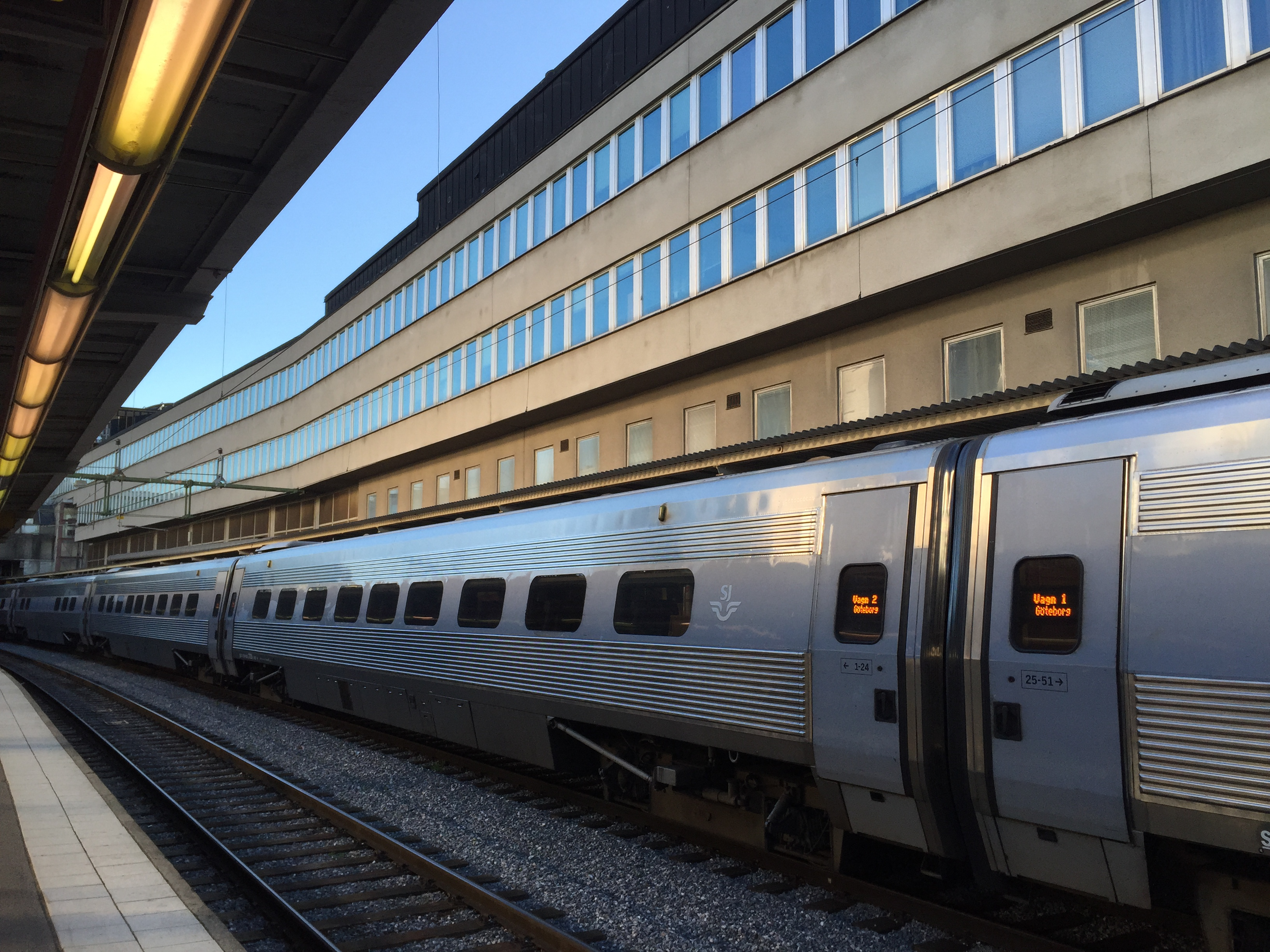
Tillbyggnader mot spårområdet vid Stockholms Centralstation, 1957–71.
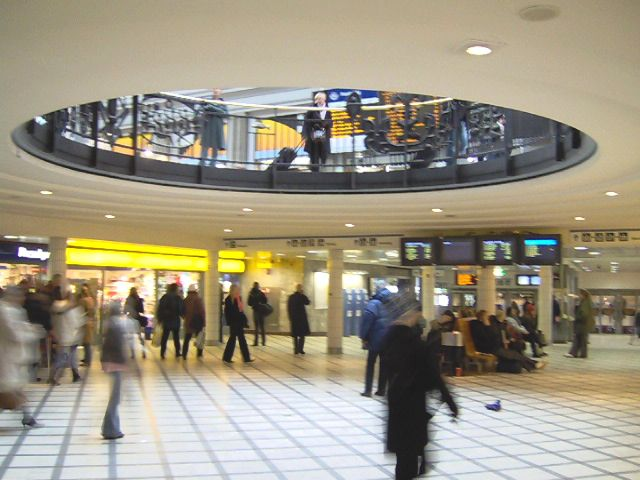
Ringen på centralen i sammanbyggande av Stockholms Central och T-Centralen, 1961.